# CRAI
CRAI (Commissionarie Riunite Alta Italia) er et italiensk dagligvare- og detailhandelskooperativ. CRAI blev etableret i 1973, og de har butikker i Italien, Albanien, Schweiz og Malta.

I 2016 havde CRAI en årsomsætning på 5,8 mia. euro. I 2017 havde CRAI over 3.400 butikker i Italien, som bestod af 2.300 supermarkeder og 1.100 drugstores.